# Acidobacteriota
Acidobacteriota ou Acidobacteria, é um filo de bactérias gram-negativas. Como implica seu nome, elas são acidofílicas e foram reconhecidas como grupo distinto em 1997. A maioria das cepas conhecidas não possui cultura, e sua ecologia e metabolismo não é bem compreendido. Entretanto, estas bactérias podem ter um importante contribuição no ecossistema, já que são particularmente abundantes no solo.

## História
Acidobacterium capsulatum foi a primeira espécie deste filo a ser descoberta, em 1991. Contudo, Acidobacteriota foi reconhecido como um clado distinto apenas em 1997, e proposto como um filo apenas em 2010. Os primeiro genomas foram sequenciados em 2009.